# Le bleu est une couleur chaude
Le bleu est une couleur chaude est une bande dessinée française de Jul' Maroh, publiée par Glénat en mars 2010. Elle raconte une histoire d'amour entre deux femmes en France au tournant des années 2000. Abdellatif Kechiche l'a adaptée pour le cinéma en 2013 sous le titre La Vie d'Adèle, film qui a reçu la Palme d'or au Festival de Cannes 2013.

## Synopsis
L'intrigue se déroule à Lille, dans le Nord de la France au tournant des XXe et XXIe siècles. À la mort de Clémentine, sa compagne Emma se rend chez les parents de la défunte, car Clémentine a demandé, dans ses dernières volontés, qu'Emma puisse avoir accès à son journal intime. Emma doit faire face à l'hostilité du père de Clémentine, tandis que la mère l'accueille plus aimablement. Le récit suit la lecture du journal de Clémentine par Emma : il retrace toute l'histoire de la relation entre les deux femmes, depuis l'adolescence de Clémentine et sa rencontre avec Emma jusqu'au moment de sa mort. Le journal de Clémentine commence alors qu'elle est au lycée. Elle fait la rencontre d'un garçon, élève en terminale, et tous deux se plaisent ; mais peu après, Clémentine croise par hasard dans la rue une jeune fille aux cheveux bleus, au bras d'une autre femme. C'est le coup de foudre. Incapable d'oublier cette rencontre, Clémentine commence à avoir des doutes sur sa sexualité. En réaction, elle sort avec le lycéen, par soif de normalité. Mais six mois plus tard, Clémentine, incapable de poursuivre la relation avec lui, finit par rompre. Alors que son moral est au plus bas, elle est secourue par un de ses amis, Valentin. Elle lui avoue tout ; Valentin lui apprend qu'il est déjà sorti avec un garçon, et la discussion rassérène un peu Clémentine.
Quelque temps après, Valentin emmène Clémentine dans des bars gays ; pendant la soirée, à un moment où Valentin la délaisse un peu, la jeune fille entre dans un bar lesbien, et pour la deuxième fois elle rencontre la jeune fille aux cheveux bleus, toujours en couple avec une femme, Sabine. La jeune fille aux cheveux bleus vient lui parler et se présente : c'est Emma. Les deux jeunes filles restent en contact et deviennent amies, mais Clémentine est amoureuse d'Emma. Clémentine doit affronter des ragots et des propos homophobes de la part de certaines de ses camarades de classe. Quelque temps après, alors que la relation entre Emma et Sabine s'est nettement dégradée (entre autres parce que Sabine la trompe souvent), Clémentine finit par craquer et avoue ses sentiments à Emma, qui avoue à son tour être amoureuse d'elle. Les deux jeunes femmes entament alors une liaison. Sabine finit par le découvrir et se met en colère. Mais Emma n'ose pas encore quitter Sabine. Finalement, après une énième dispute, Emma trouve la force de rompre avec Sabine et se met en couple avec Clémentine. Une période heureuse commence qui s'achève un soir, lorsque les deux jeunes femmes, qui passent la soirée ensemble chez Clémentine, sont prises sur le fait par ses parents, dont la réaction est violemment hostile : Clémentine est chassée de la maison en même temps qu'Emma.
Clémentine part s'installer chez les parents d'Emma, puis les deux femmes s'installent ensemble et vivent heureuses pendant un temps. Emma devient artiste, tandis que Clémentine devient enseignante dans le secondaire. Emma s'engage politiquement et prend part au militantisme LGBT, tandis que Clémentine préfère garder privé cet aspect de sa vie. Clémentine a quelques problèmes de santé et entame un traitement. Un jour, Emma découvre que Clémentine l'a trompée avec un collègue : furieuse, elle rompt avec elle. Clémentine, réfugiée chez Valentin, sombre dans la dépression, et ses problèmes de santé s'aggravent. Valentin finit par organiser une rencontre et laisse les deux femmes seules sur une plage. Toujours amoureuses, elles se réconcilient. Mais Clémentine, rattrapée par ses problèmes de santé, a une attaque et se retrouve à l'hôpital, où Emma n'obtient d'abord pas le droit de la voir. Les parents de Clémentine, puis Emma, apprennent, consternés, qu'il est trop tard pour la soigner. Clémentine rédige les dernières pages de son journal à l'hôpital, et finit par mourir. En achevant la lecture du journal, Emma se souvient de la femme de sa vie ; elle garde l'espoir que leur histoire aura permis à l'amour, entre personnes de tous les sexes, de faire peu à peu son chemin.

## Histoire éditoriale
L'album reçoit le soutien de la Communauté française de Belgique.
Du 27 au 30 janvier 2011, cet album est mis à l'honneur lors du 38e festival international de la bande dessinée d'Angoulême, où il fait partie de la sélection officielle. Au cours de cet évènement, Le bleu est une couleur chaude remporte le Prix du Public Fnac-SNCF.
L'album est un succès dès sa sortie, la première édition est épuisée au bout d'un mois. Depuis sa sortie jusqu'en 2024, 130 00 exemplaires en langue française ont été vendus, et il possède des traductions dans 19 langues.

## Éditions et traductions
- (fr) Le bleu est une couleur chaude, Glénat – Hors collection, 2010  (ISBN 978-2-7234-6783-4)
- (en) Blue Is the Warmest Color, Arsenal Pulp Press, 2013  (ISBN 978-1551525143)
- (es) El azul es un color cálido, Dibbuks, 2011  (ISBN 978-84-92902-44-6)
- (pt) Azul é a cor mais quente, Martins Fontes, 2013  (ISBN 978-85-8063-125-8)
- (nl) Blauw is een warme kleur, Glénat Benelux, 2011  (ISBN 978-90-6969-933-2)
- (de) Blau ist eine warme Farbe, Splitter-Verlag, 2013  (ISBN 978-3-86869-695-0)
- (it) Il blu è un colore caldo, Rizzoli Lizard, 2013  (ISBN 978-88-17-06993-9)
- (sv) Blå är den varmaste färgen, Minuskel, 2013  (ISBN 978-91-637-8736-2)
- (nn) Blå er den varmeste fargen, Minuskel, 2013  (ISBN 978-82-92796-21-4)
- (el) Το Μπλε είναι το πιο Ζεστό Χρώμα, ΚΨΜ, 2013  (ISBN 978-96-0675-084-7)
- (ru) Синий — самый теплый цвет, Бертельсманн, 2013  (ISBN 978-5-88353-578-8)
- (pt) O Azul é uma Cor Quente, Arte de Autor, 2016  (ISBN 978-989-99674-2-7)
- (fa)  آبی گرم ترین رنگ است, Nashr-i Nākujā, 2014  (ISBN 978-2-36612-312-8). La traduction en persan de l'album par Sepideh Jodeyri entraîne une campagne de harcèlement médiatique envers elle depuis l'Iran, où l'homosexualité est illégale[5].
- (zh) 藍色是最溫暖的顏色, Da la – dala comic, 2014  (ISBN 978-986-6634-37-6)
- (ja) ブルーは熱い色, Dīyūbukkusu, 2014  (ISBN 978-4-907583-05-7)
- (ko) Paransaegeun ttatteuthada, Open Books – Mimesis, 2013  (ISBN 979-11-5535-003-4)

## Accueil critique
Dans Le Nouvel Observateur (du 30 janvier 2014)[réf. incomplète], Nina Bouraoui, interviewée à l'occasion du festival d'Angoulême a parlé en ces termes de cette bande dessinée : « Aucun pathos. Juste l'innocence, sublime innocence qui s'en est allée. C'est une grande histoire d'amour. Un amour qui serait comme une leçon. Un amour qu'il faudrait apprendre puis veiller, défendre, protéger. C'est l'histoire de la force aussi. Force pour accepter son homosexualité, force pour la vivre. Force contre l'ordre social, l'ordre familial, l'ordre à soi : il faut du courage pour se risquer à l'amour-brasier. »

## Prix et distinctions
- 2010
  - Prix Jeune Auteur au Salon de la BD et des Arts Graphiques de Roubaix[6]
  - Prix du conseil régional (bande dessinée parue dans l'année pour sa portée citoyenne) au festival BD BOUM[7]
  - Prix Conseil Régional au festival de Blois 2010[1]
- 2011
  - Prix du Public Fnac-SNCF au Festival d'Angoulême 2011 pour Le Bleu est une couleur chaude[8]
  - Prix BD des lycéens de la Guadeloupe[9]
  - Prix du Meilleur Album International au 4e festival international de la bande dessinée d'Alger[10]
  - Prix de la BD inter comité d'entreprises remis par BD Fugue 2011[réf. nécessaire]

- 2017
  - Prix "Album d'Or" de Glénat[réf. nécessaire]

## Adaptation cinématographique
Une adaptation cinématographique réalisée par Abdelatif Kechiche, avec Léa Seydoux et Adèle Exarchopoulos dans les rôles principaux, est sortie en 2013 au cinéma sous le nom La Vie d'Adèle. Le film a reçu la Palme d'or au Festival de Cannes 2013. Pour son exploitation dans les pays anglophones, c'est le titre de l'ouvrage qui est traduit, devenant ainsi Blue Is the Warmest Color. Clémentine porte alors le nom d'Adèle.
Maroh se montre assez critique vis-à-vis de l'adaptation cinématographique de sa BD, jugeant que le film reflète un regard masculin hétérosexuel sur le lesbianisme, particulièrement lors des scènes de sexe,,.